# Gardenie (estación)
Gardenie es una estación de la Línea C del Metro de Roma, completada y confiada al ATAC para el ejercicio previo del 12 de mayo de 2015. Está ubicada en Piazzale delle Gardenie, adyacente a Viale della Primavera, en la frontera entre los distritos de Prenestino-Centocelle y Prenestino-Labicano.

## Historia
Las obras se inauguraron en julio de 2007. La estación se completó en enero de 2015 y se inauguró el 29 de junio de 2015.

## Servicios
Se puede acceder a la estación por tres entradas: dos en Piazzale delle Gardenie y una, conectada por un paso subterráneo, en Viale della Primavera, y tiene:
- Taquilla automática.

## Intercambios
Cerca de la estación hay muchas líneas de autobuses urbanos y, a unos 200 metros, se encuentra la estación de tranvía de las líneas 5 y 19.
- Parada de tranvía (Gerani, líneas 5 y 19).
- Parada de autobús ATAC.